# Sober (község)
Sober egy község Spanyolországban, Lugo tartományban. Sober Pantón, Monforte de Lemos, Castro Caldelas, A Teixeira, Parada de Sil és Nogueira de Ramuín községekkel határos. Lakosainak száma 2129 fő (2024).

## Népesség
A település népessége az elmúlt években az alábbi módon változott:
| Lakosok száma | 3077 | 2988 | 2836 | 2681 | 2478 | 2453 | 2338 | 2312 | 2213 | 2129 |
|               | 2001 | 2004 | 2007 | 2009 | 2012 | 2014 | 2017 | 2019 | 2022 | 2024 |

## Turizmus, látnivalók
A közelben található természeti szépség a Sil-kanyon.